# Niklas Hult
Niklas Hult (ur. 13 lutego 1990 w Värnamo) – szwedzki piłkarz występujący na pozycji pomocnika. Zawodnik klubu IF Elfsborg.

## Kariera klubowa
Hult treningi rozpoczął w zespole IFK Värnamo. W 2008 roku został włączony do jego pierwszej drużyny, grającej w trzeciej lidze. W sezonie 2008 rozegrał tam 20 spotkań. W 2009 roku przeszedł do drużyny IF Elfsborg z Allsvenskan. W lidze tej zadebiutował 1 maja 2009 roku w zremisowanym 1:1 pojedynku z Brommapojkarną. W debiutanckim sezonie 2009 w lidze zagrał jeden raz. 26 września 2010 roku w zremisowanym 2:2 spotkaniu z Brommapojkarną strzelił pierwszego gola w Allsvenskan. W sezonie 2010 rozegrał 9 ligowych spotkań i zdobył jedną bramkę. W sezonie 2011 w lidze wystąpił natomiast 28 razy i strzelił 6 goli. W 2012 roku wywalczył mistrzostwo Szwecji, a w 2014 roku zdobył Puchar Szwecji.
Latem 2014 roku Hult przeszedł do OGC Nice. Po dwóch latach gry w nim odszedł do Panathinaikosu. W styczniu 2018 roku złożył wniosek o rozwiązanie kontraktu z powodu zaległości w wypłacaniu wynagrodzenia przez klub. Ostatecznie po negocjacjach zawodnik uzyskał zgodę na odejście z klubu w zamian za wycofanie wniosku i 31 stycznia 2018 roku za 200 tysięcy Euro trafił do AEK Ateny. W pierwszym sezonie ze swoim nowym klubem świętował zdobycie mistrzowskiego tytułu.
| Sezon   | Klub             | Kraj    | Rozgrywki           | Mecze | Bramki | Rozgrywki Europy                    | Mecze | Bramki |
| ------- | ---------------- | ------- | ------------------- | ----- | ------ | ----------------------------------- | ----- | ------ |
| 2009    | IF Elfsborg      | Szwecja | Allsvenskan         | 1     | 0      | –                                   | –     | –      |
| 2010    | IF Elfsborg      | Szwecja | Allsvenskan         | 9     | 1      | Liga Europy UEFA                    | 3     | 0      |
| 2011    | IF Elfsborg      | Szwecja | Allsvenskan         | 28    | 6      | Liga Europy UEFA                    | 3     | 1      |
| 2012    | IF Elfsborg      | Szwecja | Allsvenskan         | 27    | 3      | Liga Europy UEFA                    | 5     | 3      |
| 2013    | IF Elfsborg      | Szwecja | Allsvenskan         | 17    | 1      | Liga Mistrzów UEFA Liga Europy UEFA | 2 5   | 1 0    |
| 2014    | IF Elfsborg      | Szwecja | Allsvenskan         | 10    | 0      | –                                   | –     | –      |
| 2014/15 | OGC Nice         | Francja | Ligue 1             | 30    | 1      | –                                   | –     | –      |
| 2015/16 | OGC Nice         | Francja | Ligue 1             | 15    | 1      | –                                   | –     | –      |
| 2016/17 | Panathinaikos AO | Grecja  | Super League Ellada | 30    | 0      | Liga Europy UEFA                    | 6     | 0      |
| 2017/18 | Panathinaikos AO | Grecja  | Super League Ellada | 12    | 0      | Liga Europy UEFA                    | 4     | 0      |
| 2017/18 | AEK Ateny        | Grecja  | Super League Ellada | 8     | 0      | –                                   | –     | –      |

Stan na: koniec sezonu 2017/2018.

## Kariera reprezentacyjna
W reprezentacji Szwecji Hult zadebiutował 18 stycznia 2012 roku w wygranym 2:0 towarzyskim meczu z Bahrajnem.